# Antonio Peñalver
Antonio Peñalver Asensio (Alhama de Murcia (Murcia) 1 de diciembre de 1968) es un decatleta español, actualmente retirado de la competición. Participó en tres Juegos Olímpicos (Seúl 1988, Barcelona 1992 y Atlanta 1996), obteniendo una medalla de plata en decátlon en los Juegos Olímpicos de Barcelona 1992.

## Logros deportivos
Llegó a conseguir tener las dos plusmarcas de pruebas combinadas, la del decatlón y el heptatlón que se celebra en la pista cubierta. En el año 2010 aún es el plusmarquista de esta última, con una puntuación de 6.062 puntos.

### Víctima de abusos sexuales
En 2016 reconoció haber sufrido abusos sexuales por parte de su entrenador, Miguel Ángel Millán, a raíz de otra serie de denuncias recibidas en ese año

## Vida profesional tras el deporte de
2.

## Palmarés
| Año  | Torneo                                  | Lugar                   | Resultado | Evento    |
| ---- | --------------------------------------- | ----------------------- | --------- | --------- |
| 1988 | Juegos Olímpicos                        | Seúl (Corea del Sur)    | 23.º      | Decatlón  |
| 1990 | Campeonatos de Europa                   | Split, Yugoslavia       | 6.º       | Decatlón  |
| 1991 | Campeonato mundial                      | Tokio, Japón            | 8º        | Decatlón  |
| 1992 | Campeonatos de Europa en pista cubierta | Génova, Italia          | 3º        | Heptatlón |
|      | Juegos Olímpicos                        | Barcelona, España       | 2º        | Decatlón  |
| 1995 | Campeonatos del mundo en pista cubierta | Barcelona, España       | 6º        | Heptatlón |
| 1996 | Juegos Olímpicos                        | Atlanta, Estados Unidos | 9º        | Decatlón  |

### Marcas personales[4]
- 100 m lisos - 10.95s (-0.4) (Atlanta, 1 de agosto de 1996)
- 400 m lisos - 49.50s (Alhama de Murcia, 23 de mayo de 1992)
- 1500 m lisos - 4:32.95 (Tokio, 30 de agosto de 1991)
- 110 m vallas - 14.09s (+2.0) (Valencia, 27 de junio de 1992)
- Salto de altura - 2.12m - (Alhama de Murcia, 23 de mayo de 1992)
- Salto con pértiga - 5.00m (Alhama de Murcia, 24 de mayo de 1992)
- Salto de longitud - 7.58m (+0,0) (Madrid, 21 de julio de 1995)
- Lanzamiento de peso - 17.32m (Lorca, 1 de junio de 1991)
- Lanzamiento de disco - 50.66m (Tokio, 30 de agosto de 1991)
- Lanzamiento de jabalina - 63.08m (Tokio, 30 de agosto de 1991)
- Decatlón - 8478 puntos (Alhama de Murcia, 24 de mayo de 1992)

## Premios, reconocimientos y distinciones
- Medalla de Oro de la Real Orden del Mérito Deportivo, otorgada por el Consejo Superior de Deportes (2011)
- Medalla de Plata de la Real Orden del Mérito Deportivo, otorgada por el Consejo Superior de Deportes (1994)[5]